# Young at Heart (пісня Френка Сінатри)

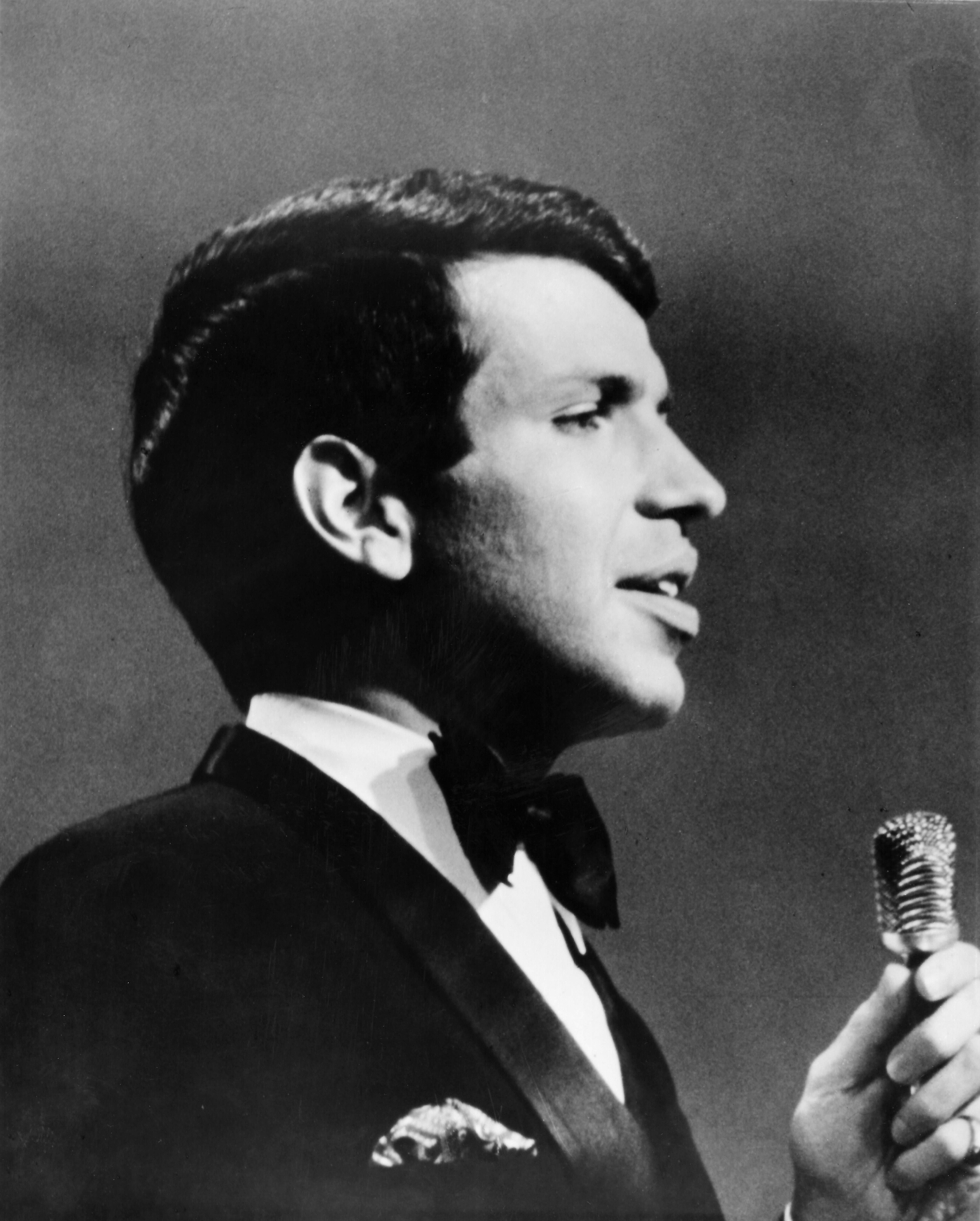
Френк Сінатра

«Young at Heart» (Молодий серцем) — стандартна поп-балада на музику Джонні Річардса та слова Каролін Лі.

## Написання та перший випуск
Пісня була написана та опублікована в 1953 році, а Лі вклав текст до того, що спочатку було інструментальним інструментом Річардса під назвою «Moonbeam». Френк Сінатра був першим виконавцем, який записав пісню, яка наприкінці 1953 року стала хітом з мільйонним тиражем (і розповсюдилася разом із популярністю в 1954 році), де досягла № 1. 2 місце в чарті Billboard.
Пісня стала таким хітом, що фільм, в якому Сінатра знімався разом з Доріс Дей, був перейменований відповідно до назви пісні, а пісня була включена у початкові та кінцеві титри фільму.

## Запис
Хоча Френку Синатрі належить перше виконання цієї пісні, вона була виконана багатьма іншими виконавцям, зокрема:
- Бінґ Кросбі (у 1954 році на короткий час займав 24 місце)[3]
- Розмарі Клуні (на її альбомі While We're Young),[4]
- Перрі Комо (у своєму альбомі 1960 року For the Young at Heart)
- Конні Френсіс[5] (1961)
- Джиммі Дюранте[6] (1963)
- Тоні Беннет
- Шон Колвін
- Вал Дунікан
- Боббі Вінтон
- Том Вейтс
- Баррі Манілов (у своєму альбомі The Greatest Songs of the Fifties)
- Боб Ділан
- Глорія Естефан
- Лендон Пігг
- Марк Вінсент і Вонда Шепард
- Джеймс Даррен
- Монті Олександр
- Майкл Бубле (у своєму альбомі To Be Loved)
- Віллі Нельсон (у своєму альбомі My Way 2018 року)
- Дональд Дак (Тоні Ансельмо)

У спеціальному телевізійному випуску 1988 року "Магія в чарівному королівстві" Джордж Бернс, 92 роки, заспівав «Молодий серцем» під час музичної перерви. У 2016 році, у віці 90 років, Дік Ван Дайк записав дует зі своєю дружиною Арлін на студії Capitol Records у Лос-Анджелесі, знятий для спеціального випуску HBO про старіння «Якщо ти не в Обіті, снідай», у головних ролях Карл Райнер і за участю Мела Брукса, Нормана Ліра, Стен Лі, Бетті Уайт та інших, яким понад 90 років. Ван Дайка записали за допомогою мікрофона Френка Сінатри.
Дикун Фішер записав ексцентричну версію, яка увійшла до альбому The Rhino Brothers Present the World's Worst Records.
Пісня також була використана як саундтрек до інших фільмів, зокрема
- Фронт (1976),[9]
- Солодкі сни (1985),[10]
- City Slickers (1991) (версія Джиммі Дюранте),[11]
- Це могло трапитися з тобою (1994),
- Космічні ковбої (2000) (у виконанні Віллі Нельсона)
- Художній фільм про літні Олімпійські ігри 2016 від Gatorade

The Cure включили вірші з «Young at Heart» під час концертного виконання «Why Can't I Be You?» (поширена на бутлегах).
Фрагмент пісні звучить у фільмі «Будинок біля озера» (2006).